# Lycaena enysii
Lycaena enysii är en fjärilsart som beskrevs av Butler 1876. Lycaena enysii ingår i släktet Lycaena och familjen juvelvingar. Inga underarter finns listade i Catalogue of Life.